# Mallotus claoxyloides
Mallotus claoxyloides är en törelväxtart som först beskrevs av Ferdinand von Mueller, och fick sitt nu gällande namn av Johannes Müller Argoviensis. Mallotus claoxyloides ingår i släktet Mallotus och familjen törelväxter. Inga underarter finns listade i Catalogue of Life.

## Bildgalleri

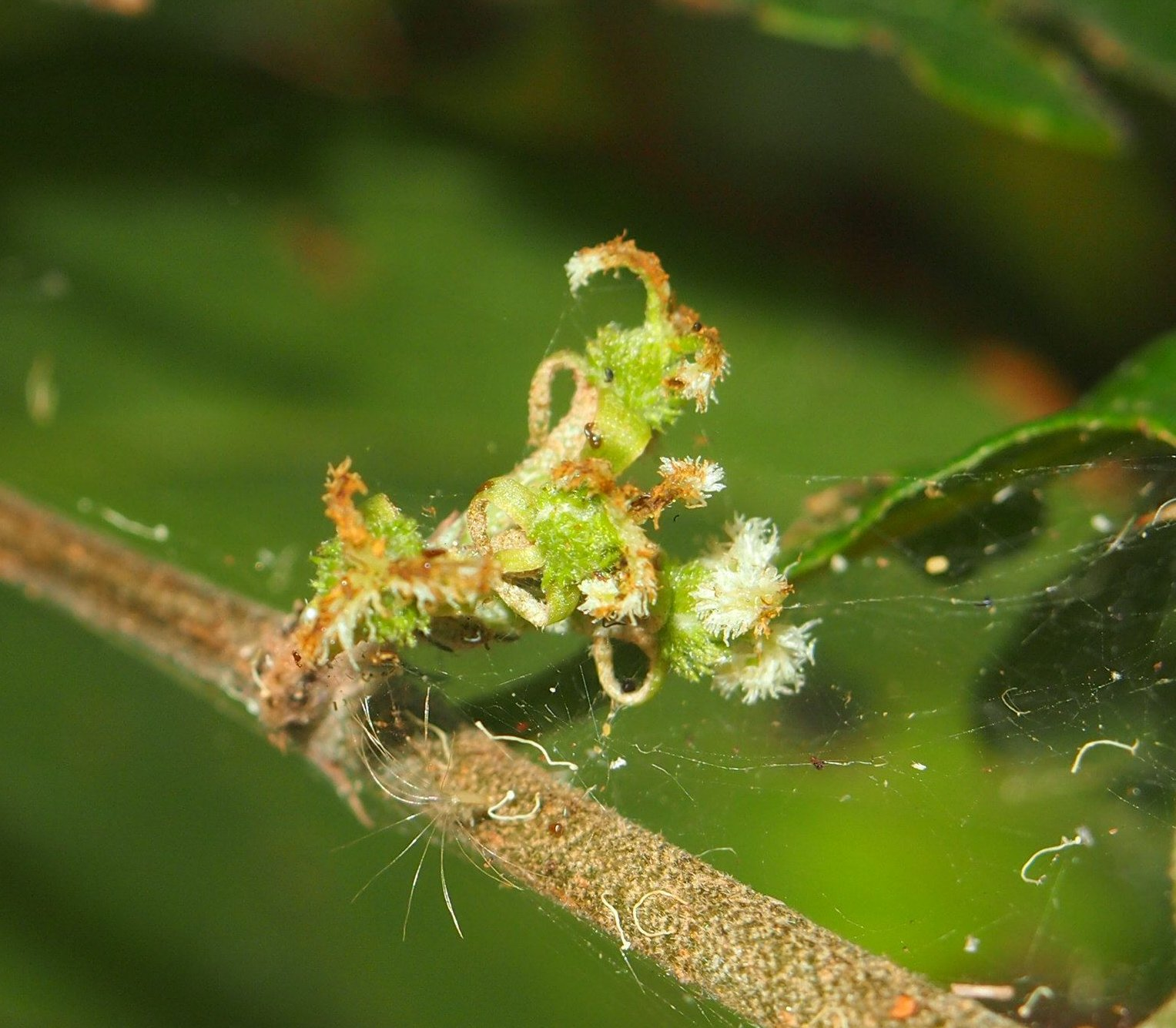
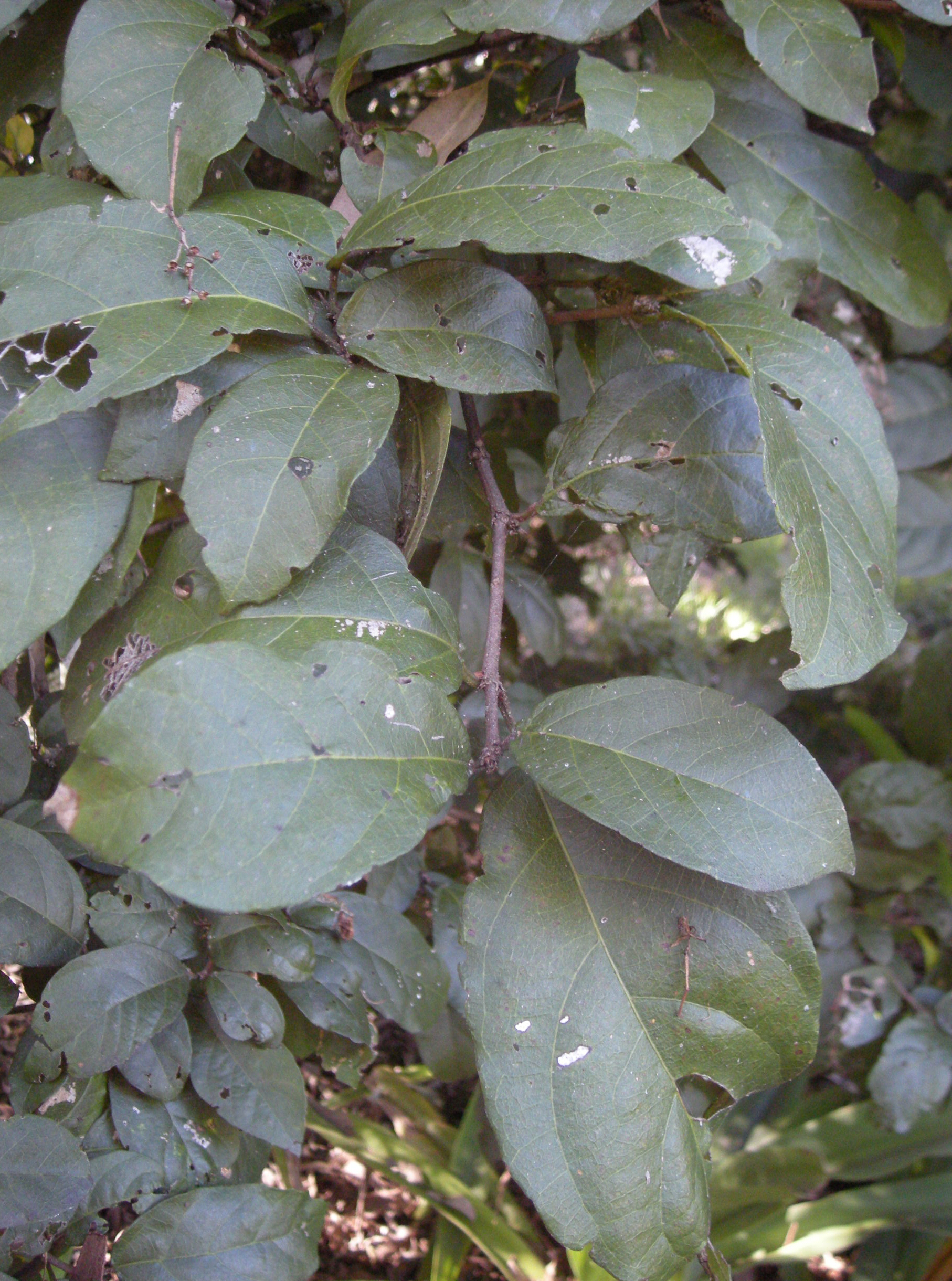
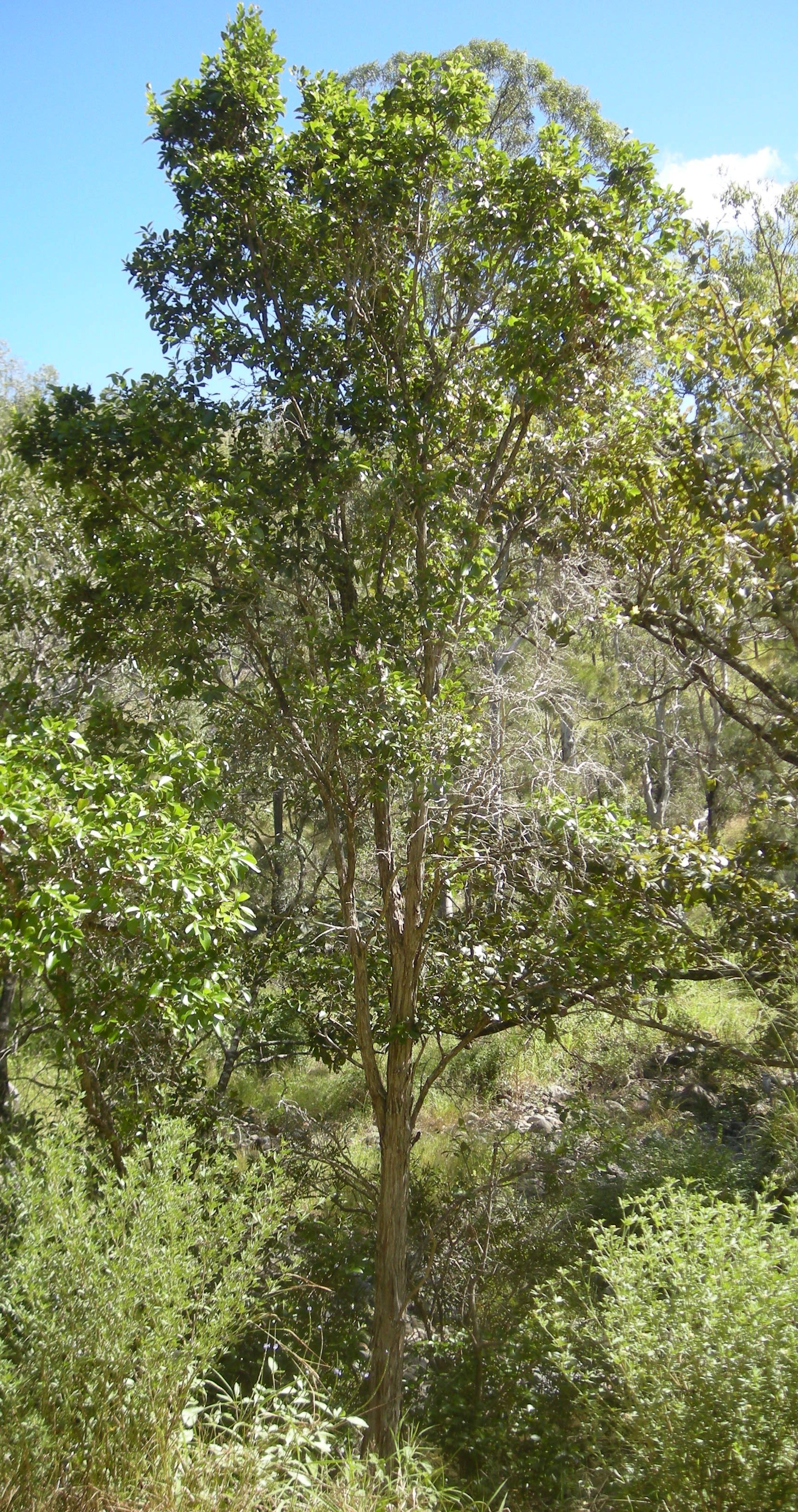
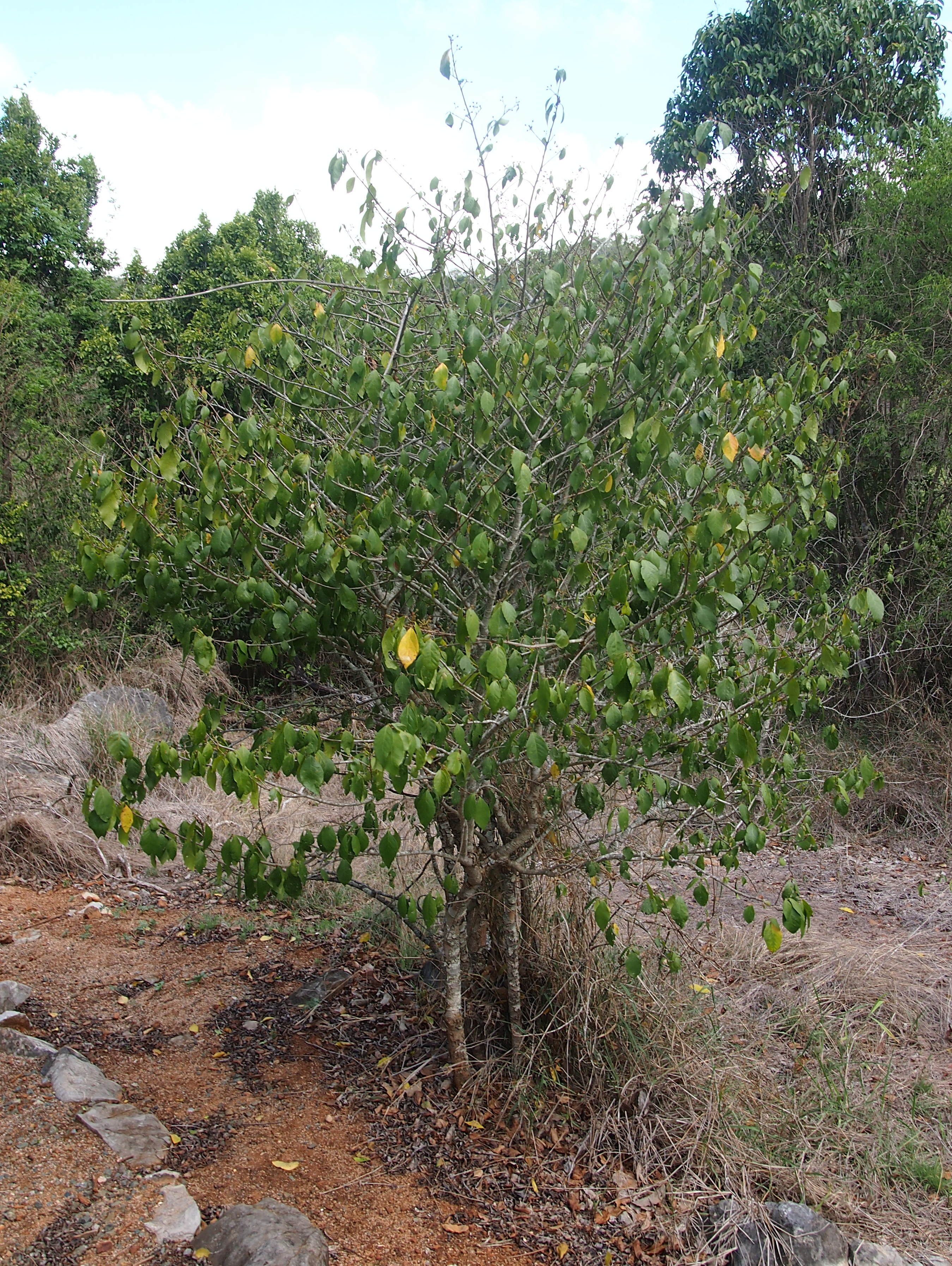